# Hermine Yollo
Hermine Yollo Mingele, née en 1981 à Douala est une comédienne, metteuse en scène, traductrice indépendante (anglais-français), écrivaine camerounaise. Elle est la directrice de la Compagnie NGOTI depuis novembre 2009,.

## Biographie
Hermine Yollo est née à Douala en décembre 1981 dans une famille d'artistes. Son père et sa mère, Jean Mingele et Edwige Nto Ngon   étaient à la base des comédiens et plus tard sont devenus metteurs en scène. Elle grandit à Yaoundé. Elle baigne pendant toute son enfance dans l'univers du théâtre, en regardant ses parents, leurs amis et collègues travaillés. C'est  donc tout naturellement qu'elle jette son dévolu sur ce métier. Seulement, sa mère s'oppose à son envie de faire du théâtre son métier. Au terme d'une discussion, un compromis est trouvé, celui pour Hermine d'apprendre à faire autre chose qui lui plaise autant que le théâtre, pour lui garantir une source de revenus stable, sans que cela ne l'empêche toutefois de faire du théâtre. La jeune fille s'inscrit  donc en faculté des lettres bilingues à l'université de Yaoundé 1 et ensuite à l'ASTI, The Advanced School of Translators and Interpreters de Buéa, d'où elle sort nantie d'un master.
Dans son envie d'apprendre le théâtre, tout en apprenant à faire autre chose, elle participe à des stages et ateliers, étant aussi membre du théâtre universitaire de l'Université de Yaoundé I sous la direction de Keki Manyo. Son pays, le Cameroun, n'ayant pas d'école consacrée au théâtre, elle se forme entre 2000 et 2008 auprès de certains ainés à l'instar  de Werewere Liking, Edwige Nto Ngon, Keki Manyo, Evina Ngana. Elle participe également  à des stages à l’ERAC, École Régionale d'Acteurs de Cannes (2013, 2015) et au Centre arabo-africain El Hamra de Tunis (Promotion 7). À son retour de Buéa, Hermine  relance les activités de la compagnie NGOTI en arrêt, depuis le décès ses parents  (son père en 2004 et de sa mère en 2005). Elle en est d'ailleurs la directrice depuis 2009.
Encouragée par des proches, notamment Solange Bonono et Yaya Mbilé, Hermine Yollo se lance dans la mise en scène en 2012, après le départ pour l'Allemagne de Serge Fouha, metteur en scène attitré de la Compagnie NGOTI. Elle se perfectionne par la suite en participant  à plusieurs stages et ateliers, pour se former notamment à l’art dramatique, à l’improvisation, au jeu dialogué, aux techniques de la scène, à la création et la mise en espace de la lecture-spectacle…

## Carrière

### Comédienne
- Meyong Meyeme (théâtre de marionnettes et d’acteurs), mise en scène de Ulrich N’Toyo.[8]
- Misterioso-119 de Koffi Kwahulé mis en scène par Soleïma Arabi en 2012[8].
- La Traversée aux Disparus d’Eva Doumbia[9]  par Eva Doumbia, en mai 2014[8].
- Sawtché Baartman de et par Martin Ambara en 2016[8].
- Les Migrants d'Olivier Jobard, 2015[7]

#### Metteuse en scène
- La femme-Iset, présenté aux Studios Kirah à Conakry, dans le cadre du festival Univers des Mots en 2017.
- « Je déteste le théâtre », représenté le 27 mai 2016 au Centre culturel camerounais (CCC) à Yaoundé[10].
- Triptyque (croisement de textes de Antoine Assoumou, Paolo Coelho et Goethe)[8]
- Jazz Me Down d’Emmanuelle Urien[8].
- Juste savoir… de Joël Amah Ajavon (juillet 2014)[8]
- Ulysse à Gaza de Gilad Evron[8].

### Dramaturge
En janvier 2017, elle a travaillé en qualité de dramaturge sur la création Antoine m’a vendu son destin/Sony chez les chiens de Sony Labou Tansi et Dieudonné Niangouna au Théâtre national de la Colline

### Aides et soutiens
- On bouffe du lion chez les crevettes, Résidence d'écriture, La Chartreuse, 2021.

- M-119 Autopsie, Chantier d'exploitation dramaturgique, Festival Univers des mots, 2019.

- M-119 Autopsie, Résidence d'écriture, La Chartreuse, 2018[11].

- L’arc-en-ciel a perdu ses couleurs, résidence d’écriture à distance sans conseil dramaturgique en novembre 2020, avec le soutien de la Chartreuse CNES[12].

## Festivals
- Mantsina Sony sur scène à Brazzaville (avec la lecture du texte Sony chez les chiens de Dieudonné Niangouna en décembre 2015.
- 69e édition du Festival d’Avignon dans La République de Platon d’Alain Badiou[8].

## Prix et distinctions
- Lauréate de la résidence d’écriture francophone Afrique-Haïti 2021[4]
- Prix théâtre RFI, M-119 Autopsie, nomination, 2019.[11]